# Langues pomo
Cet article concerne les langues pomo. Pour le peuple pomo, voir Pomo.
Les langues pomo (appelées aussi pomoan ou kulanapan) sont une famille de langues amérindiennes menacées parlées dans le nord de la Californie sur la côte Pacifique.
Les langues pomo ont été rattachées à l'hypothétique famille des langues hokanes.

## Classification des langues pomo
Le pomo est composé de sept langues :
- Pomo occidental
  - Pomo du Nord (†)
  - Sous-groupe du Sud
    - Pomo central
    - Pomo du Sud
    - Kashaya (ou Pomo du sud-ouest, Kashia)

  - Pomo du Nord-Est (†)
  - Pomo oriental
- Pomo du Sud-Est (†)